# Taie cornéenne
Une taie cornéenne est selon le dictionnaire Littré le « nom qu'on donne vulgairement aux diverses taches blanches et opaques qui se forment quelquefois sur la cornée ».
Elle résulte de la cicatrisation d'une lésion de la cornée ; soit cette lésion ne touche que l’épithélium cornéen et la cicatrisation se fera sans traces en une semaine, soit elle touche le stroma et elle sera responsable d'une perte de transparence de la cornée et d'une cicatrice appelée « taie cornéenne ».

## Causes
Toute lésion de la cornée peut générer une taie en cicatrisant.
- Traumatisme : plaie, brûlure.

- Infection : herpès, abcès de la cornée.

## Clinique
C'est une tache blanche de taille et de forme variables, de densité variable, visible ou non par un tiers.
Elle est responsable d'une baisse de l'acuité visuelle plus ou moins marquée selon sa densité et sa localisation sur la cornée. Elle peut également être à l'origine d'une diplopie monoculaire (ne disparaissant pas à l'occlusion de l'œil sain).
L'ophtalmologiste évalue cette lésion au biomicroscope.

## Traitement
Le traitement est habituellement chirurgical et consiste en une greffe de cornée (kératoplastie).
En cas de taie d'origine herpétique, une récidive de l'infection est possible sur le greffon.